# 哈特姆

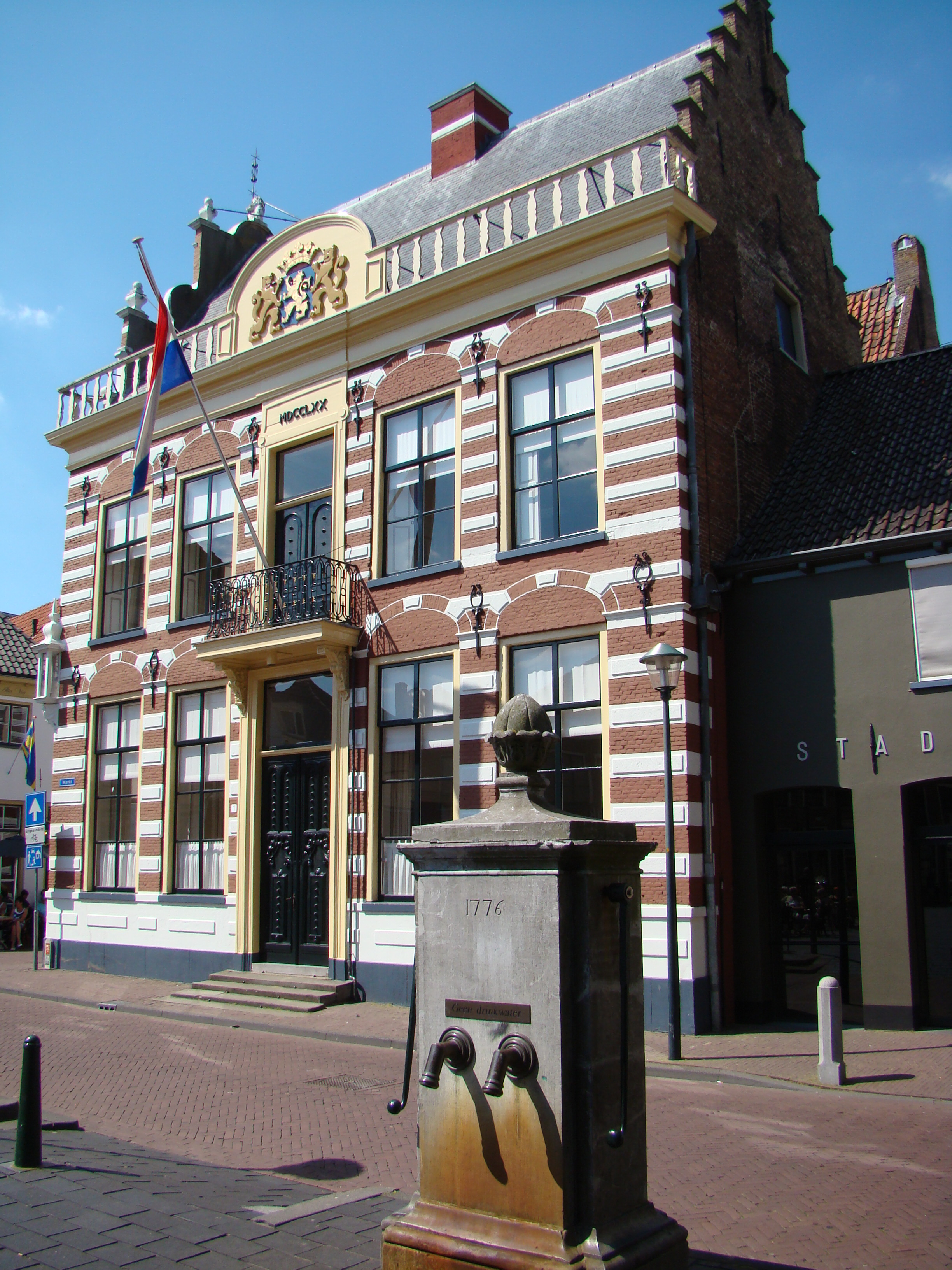

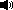

哈特姆（荷蘭語：Hattem）是荷蘭的城市，位於該國東部艾瑟爾河畔，由海爾德蘭省負責管轄，面積24.2平方公里，2010年人口11,797，人口密度為每平方公里503人。

## 外部連結
- 维基共享资源上的相關多媒體資源：哈特姆
- Official website （页面存档备份，存于）

52°28′N 6°04′E / 52.467°N 6.067°E